# 浩歌
浩歌（ハオゴー、1970年1月21日 - ）は、日本の俳優。大阪府東大阪市出身。旧芸名は矢野 浩二。

## 来歴
東大阪市立玉美小学校、東大阪市立若江中学校（4期生）卒業。
18歳で大阪府立池島高等学校(現大阪府立みどり清朋高等学校)を卒業した後、大阪でバーテンダーとして働いていたある日、なじみの客の一人から「こんなところで何やってるんだよ。東京に出て役者になれよ。」と言われたのを真に受けて上京。俳優養成所を経て、森田健作の運転手兼付き人として約8年務めた。旧芸名は矢野 浩二。
映画『リング0〜バースディ』他いくつかのTVドラマにエキストラ役で出演。その後、中国ドラマ『永遠の恋人』（原題：永恒恋人）の話が舞い込み、2000年にこのドラマの撮影のために北京に滞在。5人の主役級俳優のうち、ただ一人の日本人俳優となった。その時に再び中国へ行くことを決意する。1年後の2001年に単身中国に渡り、中国語を勉強しながら活動を続け、中国で明治天皇や日本人の軍人役として有名になる。
2006年夏、共同通信ニュース及び各社外電版は「Actor unknown in Japan becomes best-known Japanese actor in China（日本で無名の俳優が中国で最も有名な日本人俳優になった）」と報じた。
2007年、『ニューズウィーク』日本版10月17日号で「世界が尊敬する日本人100人」の一人に選出された。
2008年、上海万博を応援する特別番組『応援しまっせ！2010上海万博』が放送され、日本語と中国語の二ヶ国語によるメイン司会を担当した。
2008年8月から、バラエティー番組『天天向上』にレギュラー出演。同番組の出演により中国雑誌『新周刊』が主宰する2008年度の"最優秀娯楽番組司会者賞"を受賞する。
私生活では重慶出身の女性と結婚し、2010年秋に女児が生まれている。
2011年1月22日、在中国10年目に当たる年に、『人民日報（国際版・環球時報）』主催の「2010 Awards of the year」で“最優秀外国人俳優賞”を日本人として初めて受賞。これにより、2008年度の最優秀娯楽番組司会者賞と並び、司会業と俳優業の両方で最優秀賞を獲得した。
2011年10月、自身の奮闘を描いた自叙伝『大陸俳優 中国に愛された男』が日本で発売される。
2012年9月18日、外国人記者クラブにおいて古川元久国家戦略大臣より“世界で活躍し『日本』を発信する日本人”として感謝状が授与された。
2013年7月22日、木寺昌人駐中国大使の要請で、中国を最も熟知している日本人のひとりとして会談した。両国民ともに、お互いの民族性に対する理解を深めるためにも民間交流の大切さを伝えた。11月には、『ニューヨーク・タイムズ』と『CNN』ニュース特集で“中国で最も有名な日本人俳優”としてインタビューを受ける。
2014年9月、中国各地でドラマ『烽火双雄』の放送がスタート。この作品で日本人八路の役を好演。中国の抗日ドラマで初となる日本人俳優が主役の作品となる。
2015年1月1日付でオスカープロモーションに所属。
2015年8月19日、日本の外務省より平成27年度外務大臣表彰が発表され、浩歌の受賞が決まった。俳優活動、日中交流イベント等、日本と中国との相互理解促進に貢献したという理由である。矢野は「日本で経験した興味深いこと、面白いことを中国に向けて発信する」ことを通じ引き続き日中間のパイプ役でありたいと語った。
2015年12月、中国語で執筆した自叙伝『有梦不怕路远（夢さえあれば遥かな道のりも怖くない）』が出版される。
2016年2月、都内で会見を開き、日本での芸能活動の本格化を宣言した。
2017年8月、中国版ツイッター・新浪微博で「5秒以内にパッと思いつく日本人の名前は？」と題した投稿があり、8万6000件を超える書き込みが集まる中、最も高い支持を得る。
2019年1月15日、NHKが初めて取り組むインターネット中国語放送「華語視界（かごしかい）」において、18時台の番組「華語視界 聊天室（チャット）」のMCを担当した。
2021年2月、YouTubeチャンネル「矢野浩二的開心」を開設。同年3月、自身のYouTubeチャンネルの動画にて、5年間レギュラー出演していた『警視庁・捜査一課長』の鑑識課主任・武藤広樹役を正式に降板したことを報告。今後は中国での活動を中心にしていくと語った。
2022年1月、6年間所属していたオスカープロモーションから退所することをブログで報告した。
2022年5月、KOJIYANO公式サイトで ホリプロインターナショナルに所属契約をしたことを告知した。
2022年9月、中国での俳優活動22年目にして、「浩歌」に改名したことを発表。 改名をずっと前から検討していたとし、「浩二兄」という意味の中国での愛称「浩二哥」を変化させて「浩歌」に決めたことを明らかにした上で「これからも今まで以上によろしくお願い致します」とTwitterで綴っている。2023年3月、芸名を矢野浩二から「浩歌(ハオゴー)」に改名。「中国では、いろんな方々から「浩哥 haoge」（浩兄さん）と呼ばれていました。親しみのあるこの呼び名を自分の名に変えたいという思いから、“哥“と同じ発音を探したところ“歌”が語呂的に一番フィットすると感じ、昨年9月に中国での芸名を「浩歌」に改名致しました。日本でも更に親しみを感じていただけるようとの希望を込めて、日本での活動においても“浩歌”とさせて頂くことに致します。」と語っている。

## 人物・エピソード
- 19歳の時、大阪で1年ほどある紳士服の販売店員の仕事をする。当時はバブルの影響もあり、多いときには1日何百万円売っていたという。浩歌は当時のことを「お客様を“口説く”と言えば語弊はあるが、説得だ。服の良さ、利便性を理解させる為、ある意味ペテン師的なものも必要。夫婦でのお客様、カップルでのお客様は特に気を使う。男女の場合はやはり女性が財布のひもを握ってるので、女性主導で責める。でも女性ばかりに説明をして男性を疎かにすると男性がへそを曲げるのでその辺の按配が大事。価格がお客様の条件に符合してれば後は焦らずじっくりお客様の立場になりながら接客する。絶対焦ってはいけない。焦ると大半のお客様は逃げる。大事なのはお客様の長所を掲げながらその服の美点を説明する。つまり『お客様は肩のラインがはっきりして綺麗なので、こちらのスーツを着てもらえればより風格のある出で立ちに仕上がりますよ』のような。。完全にペテン師のようだがこれが結構はまる。後はお客様の決断を焦らずじっくり待つ。」と語っている。服飾販売の仕事を通じて演技に対しての面白さを体感し何か自分を表現する仕事に就きたいという思いが強くなる。「人生の転機のきっかけというのは、このように普段何気なく過ごしている日常に転がっているのだろう。それに気づくか見過ごすかの違いかもしれない。」と言っている。
- 1991年、生放送である『森田健作の熱血テレビ』の収録スタジオで森田に土下座をし付人志願を懇願する。浩歌曰く「これが、僕の『テレ朝・森田健作さん土下座事件』の顛末である。記念すべき、僕と森田さんの初めての出会いだった。でも、後々考えると、嫌やね自分。自分勝手というか、なんか目立とう精神？なんか人と違うことやればなんでもええ精神？嫌いやな。ちゃんと筋通さないと。事務所通さないと。」と著書《大陸俳優》で語っている。
- 1994年、24歳の時に出演した初の２時間ドラマ《腕まくり看護婦物語》。浩歌は自分をアピールしようと、積極的にスタッフや俳優陣と交流する。調子に乗った浩歌は、当時師匠であった森田健作を笑いのネタに使い泉ピン子から、楽屋に呼び出されお叱りを受ける。「初めて芸能界の厳しい洗礼を受けました。撮影が終わった後、『今日はいろいろとご助言をいただき、ありがとうございました！』と挨拶すると、『うん、しっかりね』と、先ほどの迫力のあった顔からは想像もできない笑顔が返ってきた。当時、どこの虫かわからない自分に、親身になって注意してくれたことは今でも感謝している」と述べている。 23年後、「ドクターX」で再び泉ピン子と共演。あの頃の恩を感じ、真っ先に挨拶に行くと、逆に泉から中国での活躍を称賛される。彼女は23年前の事を忘れていたらしい。「23年前の事を言えば、今の好印象が台無しになる」と感じ、未だに23年前の事を泉に言えずじまいでいる。
- 2000年、中国ドラマ『永遠の恋人』（原題：永恒恋人）の話が舞い込む。5人の主役級俳優のうち、ただ一人の日本人俳優となった。クランクイン初日。大学にある京劇の練習場でヒロインと出会うシーンの撮影。 現場に着いたら病院であることに気づき、当時現場に付いていた通訳に聞くと、最終回のクライマックスシーンを先に撮ると言われドン引きする。
- 《永遠の恋人》のクランクアップが近付くにつれ、スタッフが「これが放映されたら、浩二は間違いなく中国でも人気アイドルになるよ」「あなたは絶対スターになります！」と言われる。浩歌が役者を目指したのは、東大阪のバイト先の客から「顔がいいから、役者にでもなれ」とおだてられ、それを本気にして上京をした。北京でも同じ。問題は、おだてに乗りやすい、自分のいちびりな性格。「自分でも『中国でスターになるのでは』という思いが日増しに強くなってきた。」と言っている。『永遠の恋人』の撮影があと一週間となった日に北京で生活を始める人生最大の決断をする。
- 中国で活動していた2006年のある日、抗日的なドラマのステレオタイプな日本兵の役ばかり演じることに抵抗感を抱くようになり思い悩んでいた時、急に『大刀』の監督から食事に誘われ「鬼子を演じるのは、もうやめなさい」 と言われ“鬼子役者”としての活動にいったん終止符を打つことになった。それから半年間、仕事は一切なくなったが、2006年の暮れからバラエティー番組へも進出するようになり、それが役者としてのイメージチェンジにも繋がり、その後はコメディ物、中国に生まれ育った日本人役、反戦同盟のスパイ、日系企業の総裁、地下党のスパイなど、さまざまな役にめぐり逢うことになった。
- 2012年、フジテレビの番組「なかよしテレビ」に出演した際「中国人にはイヌを飼う資格はない。北京の団地でイヌの飼い主をよく見かけるが、イヌが大小便してもお構いなし。至るところに糞尿が落ちていて、誰も拾わない。ペットだけでなく、近ごろは人間さえもが所構わず大小便している」と発言したシーンが中国のネット上で拡散し、一部で「矢野浩二が中国を侮辱していた」との批判が飛び出る。中国版ツイッター・微博（ウェイボー）上で、謝罪声明をしたところ多くの中国ネットユーザーが「矢野さんは間違っていない。確かにペットの大小便を放置したり、ロープでつながずに散歩したりするモラルのない飼い主がいる。矢野さんが謝る必要はない」とのコメントが寄せられる。微博（ウェイボー）を見たユーザー数は3240万人、コメント数46000人、いいね34万人(2017年12月9日現在)を記録。大多数が賛同のコメントであった。
- 2012年９月11日、日本政府による尖閣諸島の国有化というニュースは、あっという間に中国全土を駆け巡り、猛火のような反日デモが各地で巻き起こる。その影響は、国民的人気者となった浩歌でも避けようがなかった。 「あの日以降、テレビの仕事はゼロになりました。すでに契約済みだったドラマも降板させられましたからね。さすがにこれほどの経験は長い中国生活の中でも初めて。さすがにショックでした。別に日本人をテレビに出すなという命令が出たわけではないんです。ただ、日本人を使うのはリスクがあるということかもしれません。例えば、中国のドラマは、テレビ局ではなく制作会社が企画から制作まで行なう。それをテレビ局に買い取ってもらうわけですが、もし、そこで日本人が出ているということで買い取ってもらえなくなったら、制作会社にとっては莫大な損失になる。そう考えると、彼らが僕を外したのも無理はない」と語っている。
- ここ数年、矢野に続けとばかり、チャンスを求めて中国に渡る日本人の若手無名俳優は多い。そんな彼らもまた仕事をすべて失い、途方に暮れていた。  「後輩たちからもずいぶん相談の電話を受けました。『日本に帰ろうかと思うんです』ってね。でも、『何をしに中国まで来たんだ、日本に戻ってどうするんだって考えると、いま帰るわけにはいかない』と悩んでいるわけです。だから、僕は『明けない夜はない。いまは耐えよう』って話していたのですが、もしかしたら、これは自分自身に言い聞かせていたのかもしれませんね。日中国交正常化40周年という節目の年に、なぜ、こんなことになってしまったのかというのが正直な気持ちです」と述べている。
- そんな逆風の浩歌を支えたのが、本人も予想していなかった中国のファンや仕事仲間からの励ましの声だった。「矢野浩二は外国人。でも、よそ者ではない」当時、中国版ツイッター「微博」にはそのような書き込みがよく見られた。「本当に驚きました。もちろん、一部には厳しい声もありましたけど、あの状況で非難を受けるどころか、ブログやツイッターを通して、毎日数えきれないほどのファンから『浩二、応援してるよ』『頑張ってね』と暖かい励ましを頂いたんです。まあ、なかには、『浩二は頑張れ。尖閣は中国のモノだけどね』という人もいましたけどね。でも、テレビ番組や映画のスタッフも毎日のように電話をくれ、励ましてくれた。国同士はケンカすることがあっても、個人個人、１対１の人間関係には関係がない。いや、問題を一緒にしてしまってはいけないんだと感じましたね」と語っている。
- 数ヶ月後尖閣問題が沈静化し、あの時を振り返り、「今回の騒動は僕にとっても大打撃でしたが、中国の人々との絆をしっかりと感じさせてくれた、得がたい試練だったのかもしれません。失ったものを嘆くより、得られた絆を大切にする。これはもしかすると、中国との付き合い方のヒントになるかもしれない。国同士、仲がよかろうと、悪かろうと、どちらかが引っ越すわけにいかないですよね？　未来永劫付き合っていかないといけない同じアジアの仲間なんです。嫌いでも仲良くなるしかないし、そうなったほうがお互いにラク。だから、政治はどうあれ、民間の交流は今まで通り続けていくべき。ネットで日本人に『中国に媚を売りやがって』というような書き込みをされることもありますが、そんなつもりは一切ないし、今後、僕が両国の橋渡し役になれればと思っている。といっても、今まで通りに役者として精一杯、頑張るしかないんですけどね（笑）」と語っている。
- 2015年、アーノルド・シュワルツェネッガー、リュック・ベッソン監督など海外からの特別ゲストが多数出席した北京国際映画祭。その中で浩歌が出演作品のＰＲでレッドカーペットを歩いている中、制作関係者らしい2人の男が浩歌の後ろを随行。実はこの2人、映画と全く関係のない乱入者でレッドカーペットを通過後、関係者に捉えられることに。浩歌は一部のメディアと視聴者の反応に納得がいかず「この二人、この騒動を気に有名になったんですよ。ネット対談番組に特集ゲストで出演したり、メディアや若者たちがその二人を英雄扱いしている。『演技して国際舞台のレッドカーペットを歩くんだから、彼らの演技は神業だ！』『最優秀俳優賞は彼らにあげよう！』それは違うだろ〜」と述べている。
- 2015年11月にジャッキー・チェン主演・ディン・シェン監督のコメディ映画『レイルロード・タイガー』に出演した際には、「自分の夢がまた一つ実現しました！幼い頃から憧れていたジャッキーと共演できるなんて、未だに信じられません。これでやっと東大阪の友達に自慢できます！」とコメントしている。
- 2016年2月、中国メディアの騰訊は、浩歌が外務大臣表彰を受けた理由について考察する記事を掲載。記事は、矢野がこれまで中国の抗日映画などで、最後には死を遂げる不遇の旧日本兵などを演じ続けてきたことを紹介し、矢野が中国で演技をすることに対して、日中で愛国や売国といった非常に敏感な話題の対象となるケースがあることを紹介。　一方、中国でも日系車に乗ること、日本製品を購入することが売国とみなされるケースがあることを指摘し、相手の国に貢献することが売国だというならば、なぜ日本政府は矢野を表彰したというのかと、中国の愛国や売国をめぐる議論に疑問を投げかけた。また、浩歌が中国で成功するまでの軌跡を紹介、紆余曲折があり、決して簡単に成功したわけではないことを紹介したうえで、「彼は日本人にとって成功の模範であり、奇跡なのだ」と論じた。
- 2020年1月、新型肺炎コロナウィルスの感染者が多数出ている中で、中国に13万枚のマスクを寄付し話題を集めた[6]。
- 2020年3月、中国国家放送テレビ総局が日中両国の民衆に向けて協力し難関を乗り越えるメッセージ動画「助け合い、ともに疫病と戦う——中日友好、風雨を一緒に耐える[7]」を発信。矢野もこの企画に参加している[注釈 4]。
- 2021年3月、 Amazonプライム・ビデオと中国ビリビリ同時配信のドラマ「ホットママ」の共演がきっかけで西野七瀬とのコラボ動画を中国ビリビリで配信(【矢野浩二】别忘了我可是个主持人！拜访《辣妈》西野七濑，照顾孩子竟然比我还。。)。
- 2016年から『警視庁・捜査一課長』に鑑識課主任・武藤役で5年間レギュラー出演していたが、2021年3月に自身のYouTubeちゃんねる[4][5]にて正式に降板したことをファンに報告した。降板理由については、武藤は固定されたキャラクター描写なので、役が変化しないことへの葛藤があり、変化を求めていたことや、5年経っても自分の中でアウェイ感（中国から来た余所者のような感覚）を持ち続けてしまい日本がホームグラウンドだと感じられなかったこと、日本と中国では自身の知名度に開きがあり、自分の中で格差が生まれて、日本が合わなくなったと感じたことなどを挙げている。また別の動画[8]では、日本と中国の撮影現場の違いや役者の意識の違いを素直に話している。コロナ禍でも中国から沢山のオファーがあったことに感謝しており、今後は中国での活動をメインとして、オファーがあれば日本でも仕事をしていきたいと語っている。
- 2022年3月、中国ビリビリで小島瑠璃子とのコラボ動画が配信(【矢野浩二】崩溃行为大赏，浩二哥专访小岛瑠璃子最先崩溃的居然是！？)。浩歌は「小島瑠璃子さんの中国語、歌、早口言葉、堂々たる姿でした！」と自身のツイッターで絶賛している。
- 2022年3月、中国ビリビリで松重豊とのコラボ動画が配信(【矢野浩二】最下饭的男人VS最搞笑的男人)。矢野は「松重さんは常に自分をフラットな状態に置いている方、中国語で言う亲和力がある方。そんな印象。一言、かっこいい」と感想を自身のツイッターで語っている。
- 2023年3月、新海誠監督のアニメーション映画「すずめの戸締まり」の中国上映に際し、北京で浩歌との対談が実現した。対談後の感想として「彼の作品を見た後に、心が浄化される衝動に駆られるのは僕だけではないと思います。日本を題材とした作品が、世界、そして中国にも受け入れられているのは、驚きと同時に非常に喜びを感じます。」と述べている。

## 中国での人気・反響
- 2000年、中国ドラマ『永遠の恋人』の撮影で初めて北京へ。ある休みの日、売店の新聞見出しに自分の記事を発見する。「日本的偶像　进入中国」（日本のアイドル、中国に進出）。「日本ではちょい役しかやっていなかった自分が「トップアイドル」扱いされていることにびっくり、中国のダイナミックさを痛感した」と自伝「大陸俳優」で語っている。
- 2002年～2005年にかけて反一号(悪役の中の最重要人物)の役を立て続けに演じる。その結果戦後60周年の2005年の夏、夜8時のゴールデンタイムの時間に浩歌が出演している戦争ドラマが5作品、17局で同時に放送していた。当時、中国の一般家庭は平均60局ほど、チャンネルを3，4回替えれば浩歌が出ているという状態だったという。「それ以降、知名度が高まり、外を出れば常に「鬼子！鬼子！」と罵られるようになった。帽子を深く被らないと外へ出れない生活に変わってしまった。」と自伝「大陸俳優」で語っている。
- 2006年、人気トーク番組にゲストで出演し、その時のパフォーマンスがウケてバラエティ番組のオファーが舞い込む。2008年から湖南テレビの人気バラエティ番組「天天向上」のMCに抜擢される。「大阪ノリのパフォーマンスがウケて、たちまち僕は人気者となりました。」と述べている。
- 2009年3月　湖南衛視の人気バラエティ番組《天天向上》の収録中、矢野が場を盛り上げるために中国のことわざ「私（権力者）に逆らう者は容赦しない」という意味の言葉を発した瞬間、ゲストの歌手が突然激怒。矢野さんに向かって「お前の言葉は私に『満州事変』の発端となった『柳条湖事件』を思い出させた。」と激怒。 番組ディレクターは「矢野は非常に良い司会者。同じ言葉を中国人司会者が言ったら全く問題なかったと思う」と“お咎めなし”の意向を示している。矢野本人は自身のブログで「観客の皆さんに申し訳なかった」と謝罪。ヤフーニュースでも掲載され話題になる。
- 2013年と2014年にビデオリサーチが発表した中国版タレントイメージ調査[9]で、「中国で人気の日本人タレント」第1位に選ばれた。これに対して「これも中国のファンの人達の自分への励ましの声だと思う。二国間の問題がありましたが、以前より励ましの声は更に増えたと感じている」と述べている。
- 2014年12月24日、中国のポータルサイト・百度は2014年に検索されたキーワードで、日本に関するキーワードのカテゴリ別ランキング結果が発表。浩歌は「男性芸能人」部門で2位。1位は「金城武」、3位は「小栗旬」という結果だった。
- 2017年5月、「帰ってきた家売るオンナ」で日本の不動産を爆買いする中国人客・チョウを演じ、北川景子との中国語での対話が中国のネット・新浪娯楽[10]で話題になる。
- 2018年2月、『相棒16』第18話「ロスト~真相喪失」で通訳捜査官・西村欣也を演じ、中国人が関わっている内容であることから、中国のネットでも話題になった[11]。
- 2019年10月1日、国慶節の日に中国TikTokで中国建国70周年の祝福メッセージが公開され視聴数でトップに立った[12]。
- 2020年10月、 中国最大のSNS「Weibo」のフォロワー数が日本人タレント単独トップとなった[13]。
- 2021年2月、中国TicTok(抖音)のフォロワー数が開設1年半で500万人を達成する。
- 2021年8月、中国のSNSのフォロワー数はウェイボー554万人、中国tictok766万人、快手592万人、ビリビリ113万人、計2025万人以上を記録している(2022年7月17日現在)。
- 2023年、アジア最大級の動画配信プラットホームのiQIYI制作の新作ドラマ「ハルピン1944」に出演。監督は「走向共和」「人間正道是滄桑」「四十九日・祭」「少帥」「中国往事」他数々の大ヒット作品を生んだ中国を代表する監督の一人・張黎（チャン・リー）。 主演は時代を代表する⼥優が選ばれる『四⼩花旦』に２度選ばれている楊冪(ヤンミー）。  「漫長的季節」が大ヒットの実力派の秦昊(チンハオ）も参加。浩歌は「張黎監督とは2001年まだ「ニーハオ」しか話せなかった頃にお会いして名作「走向共和」の明治天皇役に抜擢していただきました。2014年の「少帥」にも参加しました。感謝と同時に、時間と共に成長した自分の姿を張黎監督に見せられれば」と意気込みを述べている。
- 2024年7月、タオバオで《浩歌甄朋友》を開設し外国の著名人の中では初となるライブコマースデビューを果たす。総視聴数150万人、取引額は500万元を超える。ゲストのメイリヤと共に彼女のヒット曲「極楽浄土」を踊り、中国と日本のスイカの価格の違いやオンラインショッピングの違いなどを語っている。 【中国女婿浩歌（矢野浩二）开启淘宝首秀，携手美依礼芽点赞中国网购 | 界面新闻】
- 2024年8月、北京の動物愛護ボランティア団体が主催した北京動物園の双子パンダ(萌大，萌二）の誕生日イベントに参加。パンダ鑑賞において深刻な問題となっている、大声を出さない、写真撮影の際フラッシュを出さない、ガラスを叩かない、食べ物を投げないなどのマナーを守るよう呼びかける。自身のSNSで「自分しかできない事。それが出来るのは幸せな事。」と述べている。

## 主な出演作品（中国他海外）

### テレビドラマ
日付は、放映時期ではなく、撮影・製作時期で記載。
- 2000年 - 18話連続ドラマ「永遠の恋人」 - 日本人留学生・川島 役 主演
- 2001年 - 59話連続ドラマ「走向共和」（CCTV） - 明治天皇 役
- 2002年 - 28話連続ドラマ「記憶の証明（CCTV）〜過去部」 - 岡田幸智 役 主演
- 2003年 - 24話連続ドラマ「烈火金剛」 - 毛利 役
- 2003年 - 28話連続ドラマ「記憶の証明〜現代部」（CCTV） - 青山洋平 役
- 2003年 - 20話連続ドラマ「小兵ジャンガー」（CCTV） - 斉藤 役
- 2004年 - 24話連続ドラマ「危情24時間」 - 老蔵 役
- 2004年 - 20話連続ドラマ「張伯苓」（CCTV） - 梅津次郎 役
- 2004年 - 20話連続ドラマ「野火春風斗古城」 - 多田 役
- 2005年 - 35話連続ドラマ「鉄道遊撃隊」（CCTV） - 岡村 役
- 2005年 - 28話連続ドラマ「紅衣坊」（CCTV） - 川上正雄 役
- 2005年 - 30話連続ドラマ「逐日英雄」 - 阿部健雄 役
- 2006年 - 20話連続ドラマ「大刀」 - 三島明夫 役
- 2007年 - 20話連続ドラマ「夢を追う」 - 原田正男 役
- 2007年 - 30話連続ドラマ「私は太陽」 - 遠藤謙一 役
- 2007年 - 24話連続ドラマ「熱浪島」（CCTV） - 村上 役
- 2007年 - テレビ映画「楊成武強攻東団堡」 - 甲田 役
- 2007年 - 10話シットコム「天天好生活之杏林故事」 - 白石江 役
- 2008年 - 25話連続ドラマ「狙撃手」 - 芥川拓石 役
- 2009年 - 40話連続ドラマ「翡翠鳳凰」 - 小島次郎 役
- 2009年 - 40話連続ドラマ「特戦先鋒」 - 岩本浩樹 役
- 2009年 - 40話連続ドラマ「李白」 - 晁衡（阿倍仲麻呂）役
- 2010年 - 40話連続ドラマ「大営救」 - 大野 役
- 2010年 - 40話連続ドラマ「香草美人」 - 清水 役
- 2011年 - 40話連続ドラマ「養母」 - 程南山 役
- 2012年 - 30話連続ドラマ「浮沈」 - 土井 役
- 2012年 - 34話連続ドラマ「盛宴」 - 胡凡 役
- 2013年 - 53話連続ドラマ「戦神」 - 西里 役
- 2013年 - 35話連続ドラマ「烽火双雄」主演
- 2014年 - 38話連続ドラマ「天使の城」 - 麦克白 役
- 2014年 - 32話連続ドラマ「金戈鉄馬」 - 山田 役
- 2014年 - 48話連続ドラマ「少帥」 - 菊池 役
- 2014年 - 30話連続ドラマ「青年旅舎」 - 藤田 役
- 2015年 - 50話連続ドラマ「海上牧雲記 〜3つの予言と王朝の謎」 - 南枯祺 役
- 2016年 - 20話連続ドラマ「龍探社」 - 李輝耀 役
- 2017年 - 20話連続ドラマ「神判包青天」 - 秦天華 役
- 2018年 - 24話連続ドラマ「野象環生」 - 索米 役
- 2019年 - 中国ネットドラマ「反騙天下」
- 2019年 - 連続ドラマ「凄いぜ！小児科先生（了不起的児科医生）」
- 2021年 - 連続ドラマ「那一天之了不起的D小姐」 - 中田 役
- 2023年 - 連続ドラマ「ハルピン1944」 - 浅野大吾役
- 2025年 - 連続ドラマ「風と潮」 - 澤栄作役

### 映画
- 2009年 - 「熊猫大侠」 - 二麻子 役
- 2009年 - 「東風雨」 - 成海岸 役
- 2011年 - 「時空の扉／原題・李献計歴険記」(2012年9月) - 梅元大悟 役
- 2011年 - 「月色猙獰」 - 山崎 役
- 2012年 - 「クレイジーGPS」
- 2013年 - 「最佳嫌疑人」 - 浩二 役
- 2014年 - 「皮城風雲」 - 付科長 役
- 2015年 - 「恋愛教父」 - 藤沢秀明 役
- 2015年 - 「不許動」 - 平三四郎 役
- 2017年 - 「レイルロード・タイガー」
- 2018年 - 「以父之名」（2018年 中国公開）
- 2018年 - 「跨越星際的愛」 - 多特 役
- 2019年 - 「鷹猟長空」‐ 小川英男 役 (2019年10月公開)
- 2019年 - 「画霊師」‐ 何抒懐 役
- 2019年 - 「国之歌者」‐ 武藤 役
- 2019年 - 「ブレイド・オブ・ウィンド 斬風刀」‐ 梁玄卿 役
- 2021年 - 「生死狙撃」‐ 北川勇也 役
- 2021年 - 「血債血償」‐ 山本一木 役
- 2021年 - 「鉄道区虎隊 秘密絶殺」- 田中 役
- 2021年 - 「地雷战之巾中国英雄」- 小野岩二 役
- 2022年 - 「絶地防線」- 沼田二郎 役
- 2022年 - 「暴走財神3」- 招き猫 役
- 2022年 - 「二龙湖水怪」- 山本 役
- 2022年 - タイ映画《The Skyless Stars》 - NAGAI役

### バラエティー(中国)
- 2004.05 中国CCTV4《同楽五州》
- 2006.05 中国上海電視台《七分之一》
- 2007.10 中国教育電視台 ドキュメント《星路歴程》
- 2008.05 中国中央電視台CCTV新聞頻道(ニュースチャンネル) 《新聞調査》
- 2008.07 中国湖南衛視《天天向上》予告宣伝版 2008年7月29, 30, 31日、8月1, 4, 5, 6日放送
- 2008.08 中国湖南衛視《天天向上》(レギュラー司会 8/21, 8/27, 8/28)
- 2008.08 中国上海東方衛視《全球十大世博城市衛星双向伝送大型系列節目》(司会)
- 2008.09 中国湖南衛視《天天向上》(レギュラー司会 9/4, 9/12, 9/19, 9/26)
- 2009.01 中国湖南衛視《天天向上》(レギュラー司会 1/16, 1/23)
- 2009.01 中国湖南衛視《春節晩会》“天天向上 天天講礼！”
- 2009.02 中国河北衛視《綜芸伝奇》
- 2009.02 中国湖南衛視《天天向上》(レギュラー司会 2/6, 2/13, 2/20, 2/27)
- 2009.03 中国湖南衛視《天天向上》(レギュラー司会 3/6, 3/13, 3/20, 3/27)
- 2009.03 中国湖南衛視《金鷹訪談》
- 2009.03 中国《CHINA.COM 中国訪談》
- 2009.04 中国上海生活流行チャンネル《綻放》
- 2010.01 中国湖南衛視《ファン感謝祭》
- 2010.03 中国上海東方衛視《歓聚世博 日本参賽》(司会)
- 2011.01 中国湖南経視 バラエティトーク番組《FANS祭り》
- 2011.04 中国天津衛視 ドキュメント番組《泊客中国》
- 2012.07 中国湖南衛視《漢語橋》
- 2013.03 中国湖南衛視《新聞当事人》
- 2014.05 天津衛視《秘境》
- 2014.08 天津衛視《秘境》
- 2014.11 中国中央電視台CCTV4《外国人在中国》
- 2019.10 中国bilibili《穿越吧》
- 2020.10 中国CCTV 番組《世界聴我説》
- 2021.08 中国今日頭条《跨界競技場》
- 2023年1月、中国版・紅白歌合戦 14億人と共に見よう“春節聯歓晩会”2023(ゲスト出演)
- 2024年7月、アリババ《浩歌甄朋友》ライブコマース スタート
- 2024年8月、アリババ《浩歌甄朋友》三伏天拥有“浩”身材 ライブコマース
- 2024年8月、アリババ《浩歌甄朋友》ライブコマース 日本超级好物溯源专场

### イベント
- 2005年1月 - 大陸芸能人スマトラ沖地震インド洋大津波募金活動参加
- 2007年11月 - 中国・雑誌《Good Housekeeping 時尚好管家》主催
- 2010年5月 - 中国・デンマーク《BINGLE》(賓果)ヘッドホン商品発表会(司会)
- 2012年10月 - 中国搜狐SOHU ハロウィンパーティー
- 2013年4月 - 中国 重慶郵電大学移通学院 講演
- 2013年11月 - 中国《アジアコレクション 上海フェスティバル2013》司会
- 2014年1月 - 中国 新浪微博之夜
- 2014年3月 - 北京対外経貿大学講演“青春講壇——以真誠架中日交流之橋”
- 2014年4月 - 北京映画祭出席
- 2014年12月 - 北京二外外国語学院 講演
- 2014年12月 - 2014国劇盛典
- 2015年4月 - 北京国際映画祭出席
- 2015年4月 - 成都本草壹号明星会議
- 2015年5月 - ロンドン国際中国語映画祭
- 2015年5月 - 富田勲×初音ミクIHATOVクラシックコンサート(MC)
- 2015年7月 - 安徽衛視《星動亜洲》イベント
- 2016年8月 - 中国2016T台之星中国少児模特盛典
- 2024年8月- 中国 北京動物園“萌大萌二バースディ公益イベント“
- 2025年1月 - 北京 星光YOUNG公益式典 ゲスト
- 2025年1月 - 北京映画影展出陣式 ゲスト

### 受賞・書籍
- 2009年1月 - 中国雑誌《新周刊》主宰 “2008年度・最優秀娯楽司会者賞”
- 2011年1月 - 人民日報国際版《環球時報-GLOBAL TIMES-》主宰 “2010年度・最優秀外国人俳優賞”
- 2012年12月 - 中国網易“2012年度十大ブログ(スポーツ娯楽部門)
- 2014年12月 - 中国百度（バイドゥ）検索キーワード 日本に関するキーワードの「男性芸能人」部門2位
- 2015年12月 - 自伝《有夢不怕路遠》（夢さえあれば遥かな道のりも怖くない）北京聯合出版公司出版
- 2018年8月 - 中国網易ニュース「態度」セレモニー 2017‐2018年度 人物アワード(日中文化交流表現賞)受賞

### 広告・イメージキャラクター
- 2016年6月 - 「日光輪王寺PR動画」
- 2016年7月 - 「日本橋高島屋PR動画」
- 2017年6月 - 「jackroad and bettyroad」時計店宣伝動画
- 2018年10月 - 「秋ファッションコレクション」動画
- 2019年10月 - 「belulu美容機器」イメージキャラクター
- 2019年10月 - 「オリエンタルバイオ ラフィーネ・エパゴールド600」PR動画
- 2021年3月 - 「WH オリエンタルシューズ」PR動画
- 2021年4月 - 「宅配ロボDeliRo(デリロ)、一人乗りロボRakuRo(ラクロ)」PR動画
- 2021年6月 - 「沖縄酒 くら」PR動画
- 2021年9月 - 「反盗作基金公益大使」任命
- 2021年9月 - 中国wechat ECサイト「浩E薈」オープン
- 2022年5月 - マッスルスーツ 京東旗艦店イメージキャラクター
- 2022年7月、乌江榨菜(抖音広告)
- 2023年3月、白小T&浩歌(抖音広告)
- 2025年2月、 CASA CLINIC OSAKA(抖音広告)

## 主な出演作品（日本）

### テレビドラマ
- 1998年4月13日・6月15日・6月22日 - テレビ朝日「ガラスの仮面2」(第1,10,11話)
- 1999年6月7日 - TBS「万引きGメン・二階堂雪 3 虚栄心」 - 刑事 役
- 2013年1月12日 - 日本テレビ「金田一少年の事件簿 香港九龍財宝殺人事件」 - チャン・ヨングー 役
- 2015年12月22日 - 関西テレビ 江戸川乱歩没後50周年記念 スペシャルドラマ「黒蜥蜴」 - 磯沼 役
- 2016年4月 - テレビ朝日「警視庁・捜査一課長」 - 武藤広樹 役
- 2016年5月28日 - テレビ朝日 ドラマスペシャル「ゴールドウーマン」 - 石田晃嗣 役
- 2016年9月17日 - テレビ朝日 ドラマスペシャル「瀬戸内少年野球団」 - 波多野提督 役
- 2016年9月26日 - TBS 月曜名作劇場「天下御免トラック野郎 銀ちゃんの事件街道!」 - 奥原邦久 役
- 2016年12月15日 - テレビ朝日「ドクターX〜外科医・大門未知子〜第4期」 - 王超 役
- 2017年1月 - テレビ朝日「探偵少女アリサの事件簿」 - 長瀬勇作 役
- 2017年4月 - テレビ朝日「警視庁・捜査一課長season2」 - 武藤広樹 役
- 2017年5月 - テレビ東京「誤差」 - 胡桃沢行則 役
- 2017年5月 - 日本テレビ「帰ってきた家売るオンナ」 - チョウ 役
- 2017年10月 - フジテレビ「さくらの親子丼」 - 玉置玄 役
- 2017年10月 - テレビ東京「新宿セブン」 - セン 役
- 2017年11月 - TBS「陸王」 - 尾村社長 役
- 2018年2月 - テレビ朝日「相棒16」第18話 - 通訳捜査官・西村欣也 役
- 2018年3月 - NHK特集ドラマ「どこにもない国」
- 2018年4月 - テレビ朝日「警視庁・捜査一課長season3」 - 武藤広樹 役
- 2018年4月 - Paravi「SICK'S 恕乃抄 〜内閣情報調査室特務事項専従係事件簿〜」[14] - 陳部長役
- 2018年5月 - フジテレビ「コンフィデンスマンjp」(第6話) - 三隅社長役
- 2018年7月15日 - テレビ朝日 日曜プライム「警視庁・捜査一課長スペシャル」- 武藤広樹 役
- 2018年9月28日 - Paravi「SPECサーガ黎明篇 サトリの恋」 - 陳部長 役
- 2019年1月 - テレビ朝日「警視庁・捜査一課長 新春スペシャル」 - 武藤広樹 役
- 2019年春 - Paravi「SICK'S 覇乃抄」 - 陳部長 役
- 2019年4月 - テレビ朝日「警視庁・捜査一課長 スペシャル」 - 武藤広樹 役
- 2019年7月 - テレビ朝日「警視庁・捜査一課長 スペシャルⅠ」 - 武藤広樹 役
- 2019年7月 - テレビ朝日「警視庁・捜査一課長 スペシャルII」 - 武藤広樹 役
- 2019年9月 - Paravi「SICK'S 厩乃抄」 - 陳部長 役
- 2019年10月 - テレビ朝日「警視庁・捜査一課長 スペシャル」 - 武藤広樹 役
- 2020年 - 関西テレビ「銀座黒猫物語」 - 志崎哲也 役
- 2020年1月 - テレビ朝日「警視庁 捜査一課長 正月スペシャル」 - 武藤広樹 役
- 2020年4月 - テレビ朝日「警視庁 捜査一課長 2020」 - 武藤広樹 役
- 2021年3月 - Amazonプライム・ビデオ「ホットママ」  - 大林直人 役
- 2023年12月 - NHK連続テレビ小説「ブギウギ」 - 黎錦光 役[15]
- 2024年 - NHK大河ドラマ「光る君へ」 - 朱仁聡  役[16]

### 映画
- 2000年 - 東宝「リング0〜バースディ」 - 丹波一彦 役
- 2009年 - 「ふうけもん」（監督:栗山富夫、主演:中村雅俊）
- 2016年 - 「HiGH&LOW THE RED RAIN」（山口雄大監督） - 成瀬幸雄 役

### バラエティ、特集番組、パブリシティ、他
- 2004年1月 - スカパーケイコとマナブチャンネル「ニーハオ!中国」
- 2005年8月 - NHK「クローズアップ現代〜中国・若者達の本音とは〜日本人俳優をめぐる波紋〜
- 2006年6月 - TBS「筑紫哲也 NEWS23」「鬼子(グイズ)たちの肖像 〜政冷経熱下の日中交流」
- 2007年1月13日 - NHK-BS1「ファースト・ジャパニーズ」(25分の特集)
- 2007年4月 - 7月 - NHK「中国語会話」(スキット出演)
- 2008年1月5日 - 毎日放送「せやねん!」(30分の特集)
- 2008年8月 - 読売テレビ YTV・SMG共同制作番組「応援しまっせ!2010上海万博」(司会)
- 2008年12月14日 - WOWOWドキュメント番組「クエスト-探求者たち-」(60分の特集)
- 2011年7月16日 - 朝日新聞出版「AERA〜現代の肖像〜」
- 2011年10月19日、同26日及び2012年1月5日、同17日 - フジテレビ「日中韓!なかよしテレビ」
- 2012年5月15日 - フジテレビ「なかよしテレビ〜日中韓！ホンネで言いたい放題SP(3)」
- 2012年6月3日 - TBS「Nスタ日曜版“中国で最も著名な日本人の思いとは?”」
- 2012年10月27日 - NHK総合「NHK海外ネットワーク“中国特集”」
- 2012年11月2日 - 共同通信社“日中友好の決意新たに”
- 2013年4月28日 - NHK大阪放送局 「かんさい人物ファイル アジアに夢中!」『大陸一のいちびり俳優』
- 2013年5月26日 - 7月26日 - 日本テレビ「真相報道 バンキシャ!」「news every.」「NEWS ZERO」の3本で特集が組まれる。
- 2015年1月2日 - NHK-BS1「関口知宏のアジアで生きる流儀」
- 2015年2月14日（13日深夜） - 日本テレビ「NEWS ZERO」
- 2016年1月2日 - フジテレビ「奇跡体験アンビリバボー新春SP」
- 2016年6月23日 - テレビ朝日「徹子の部屋」
- 2016年8月 - 雑誌《Gainer》「ふと、一呼吸」の幸せな過ごし方とは″大人の男の句読点″インタビュー記事
- 2016年9月〜 - 朝日新聞中国語版《日本購物攻略》コラム「浩二带你看日本」
- 2016年10月 - 雑誌《Japan-i暢遊日本》表紙&インタビュー
- 2016年10月 - フジテレビ《NONFIX》「飛蛾投火」〜ボクが見た中国、映画に夢を追う者たち〜(ナレーション)
- 2016年11月 - BS朝日《ザ・インタビュー》
- 2017年4月 - テレビ朝日《オスカル！はなきんリサーチ》
- 2017年5月 - 朝日放送「人生で大事なことは〇〇から学んだ」
- 2017年6月 - NHK『クローズアップ現代+』
- 2017年7月 - テレビ東京《未来世紀ジパング～沸騰現場の経済学～》
- 2018年5月 - テレビ朝日《オスカルはなきんリサーチ》
- 2018年9月 - 関西テレビ《怪傑えみちゃんねる》
- 2019年1月 - NHK《華語視界》
- 2019年4月〜2020年3月 - NHK『テレビで中国語』《矢野浩二の吃美食交朋友》
- 2019年7月 - ドキュメント『私がここに住む理由～矢野浩二前後編』
- 2021年12月 -  NHK WORLD 《Direct Talk》The First To Get Noticed: Yano Koji / Actor
- 2022年11月、NHK BS1スペシャル 日中国交正常化50年“草の根交流”の担い手たち“

### 授賞・イベント・書籍等
- 2006年10月 - ドキュメンタリー作品「反日」(インタビュー出演)
- 2011年6月 - 《日中交流事業 日本映画・日本アニメフェスティバル》(司会)
- 2011年9月30日 - 自叙伝「大陸俳優 中国に愛された男」（ヨシモトブックス刊）ISBN 978-4847090158
- 2012年9月18日 - 内閣官房国家戦略会議より“世界で活躍し『日本』を発信する日本人”の一人として感謝状を授与
- 2012年9月 - 『在中日本人108人のそれでも私たちが中国に住む理由』（在中日本人108人プロジェクト編、阪急コミュニケーションズ刊）
- 2015年8月 - 平成27年度 外務大臣表彰
- 2016年3月 - リユース! ジャパン プロジェクト《オークションは 応援になる》
- 2016年7月 - イオンモール福岡(トークショー)
- 2016年11月 - 《THE WONDER OF 九州》上海マスコミ発表会
- 2017年2月 - だから“日中韓”―絆の再発見 第9回 「プロフェッショナルが拓く日中韓の未来」登壇者として出席
- 2018年4月 -「ミスマンダリン2018決勝」名誉最高顧問兼特別審査委員として参加
- 2018年10月 -「紅手套節」ボランティア活動
- 2019年10月 - 東京・中国映画週間 開幕式＆29日閉幕式のMC
- 2020年1月 - 《華僑華人海外春晩》MC
- 2022年9月 - 日中国交正常化50周年記念式典《一衣带水 共创未来》MC
- 2023年10月 - 日中平和友好条約締結45周年記念式典《友好の楽章 平和の賛歌》MC
- 2023年11月 - 関西中華総商会設立10周年記念パーティー ゲストMC
- 2023年12月 - 2023大連日本商工会忘年会 ゲスト